# Métro léger de Palembang
Le métro de Palembang (en indonésien Lintas Rel Terpadu Palembang ou LRT Palembang) est un réseau de métro à Palembang, capitale de la province indonésienne de Sumatra du Sud. Il consiste en une ligne qui relie l'aéroport international Sultan-Mahmud-Badaruddin-II au nord de la ville et le centre sportif Jakabaring dans le sud.
Sa construction a commencé en 2015 pour les Jeux asiatiques de 2018 et a été achevée mi-2018, quelques mois avant le début de l'événement. Elle a coûté 10 900 milliards de rupiah (environ 630 millions d'euros). C'est le premier du genre en Indonésie. Il utilise des trains construits par l'entreprise d'Etat PT INKA (Industri Kereta Api). La ligne possède 13 stations.

## Galerie

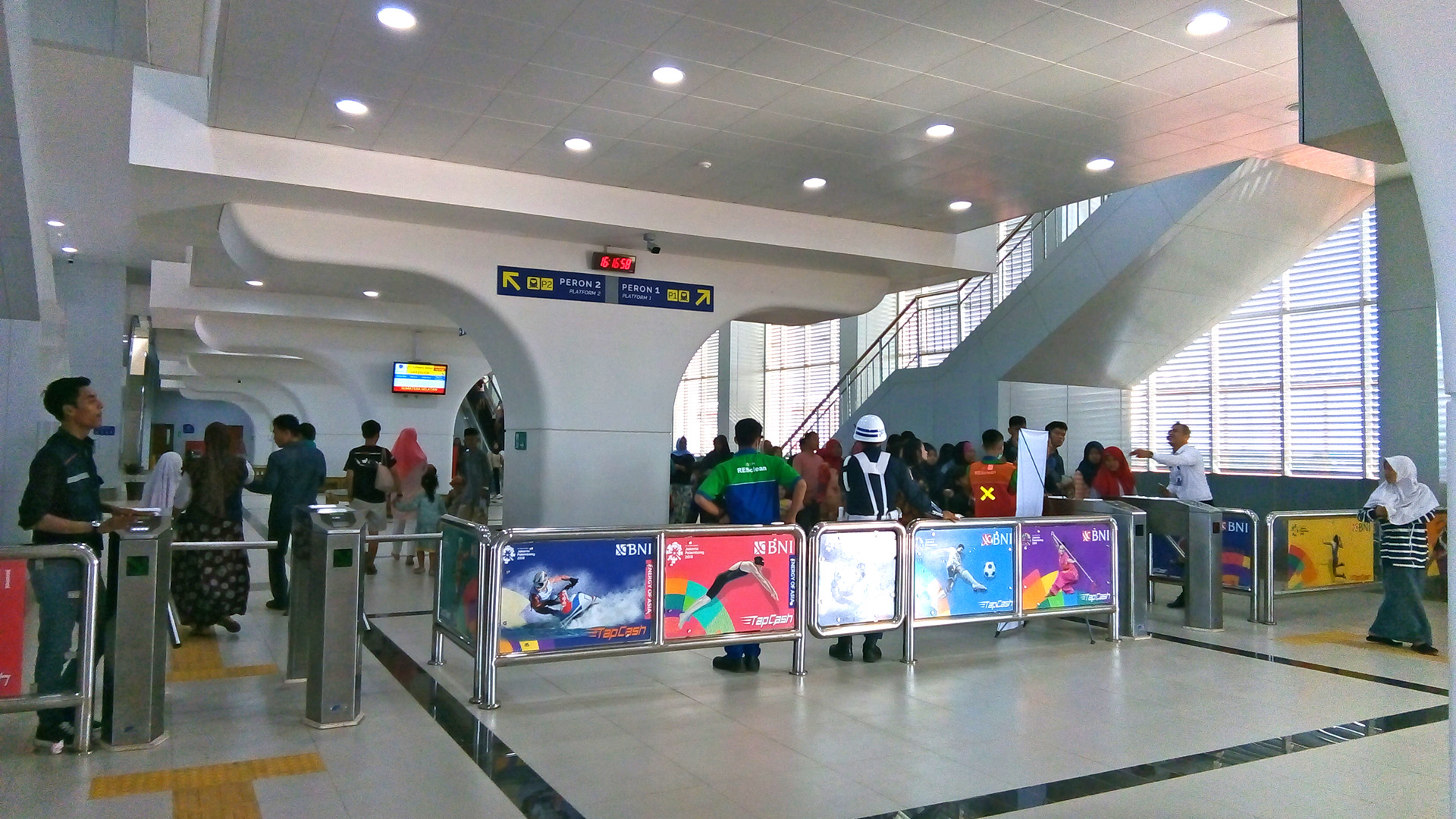
La station DJKA
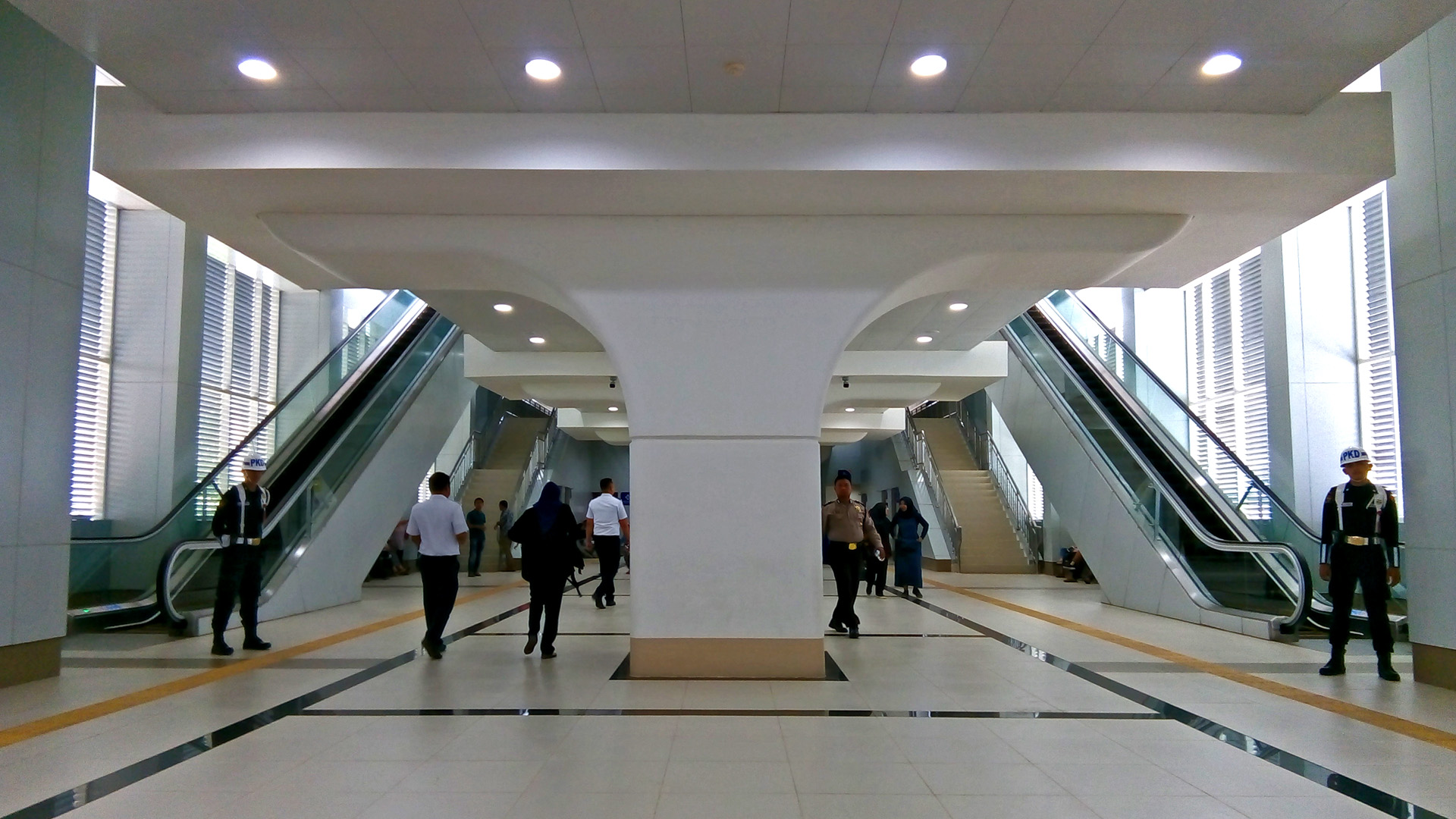
La station Bumi Sriwijaya
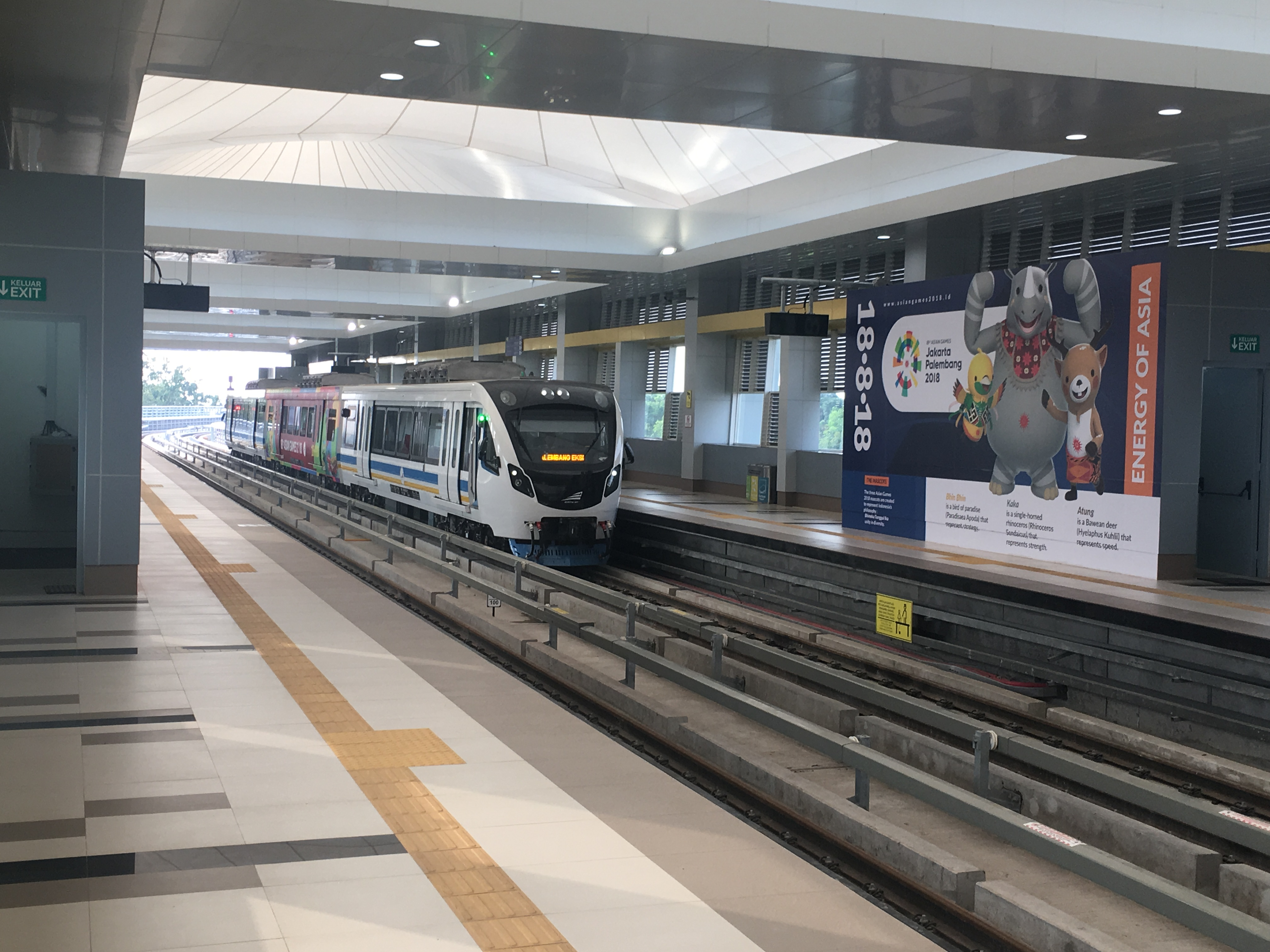
Arrivée d'une rame à la station Bandara Sultan Mahmud Badaruddin II ("Aéroport international Sultan-Mahmud-Badaruddin-II")
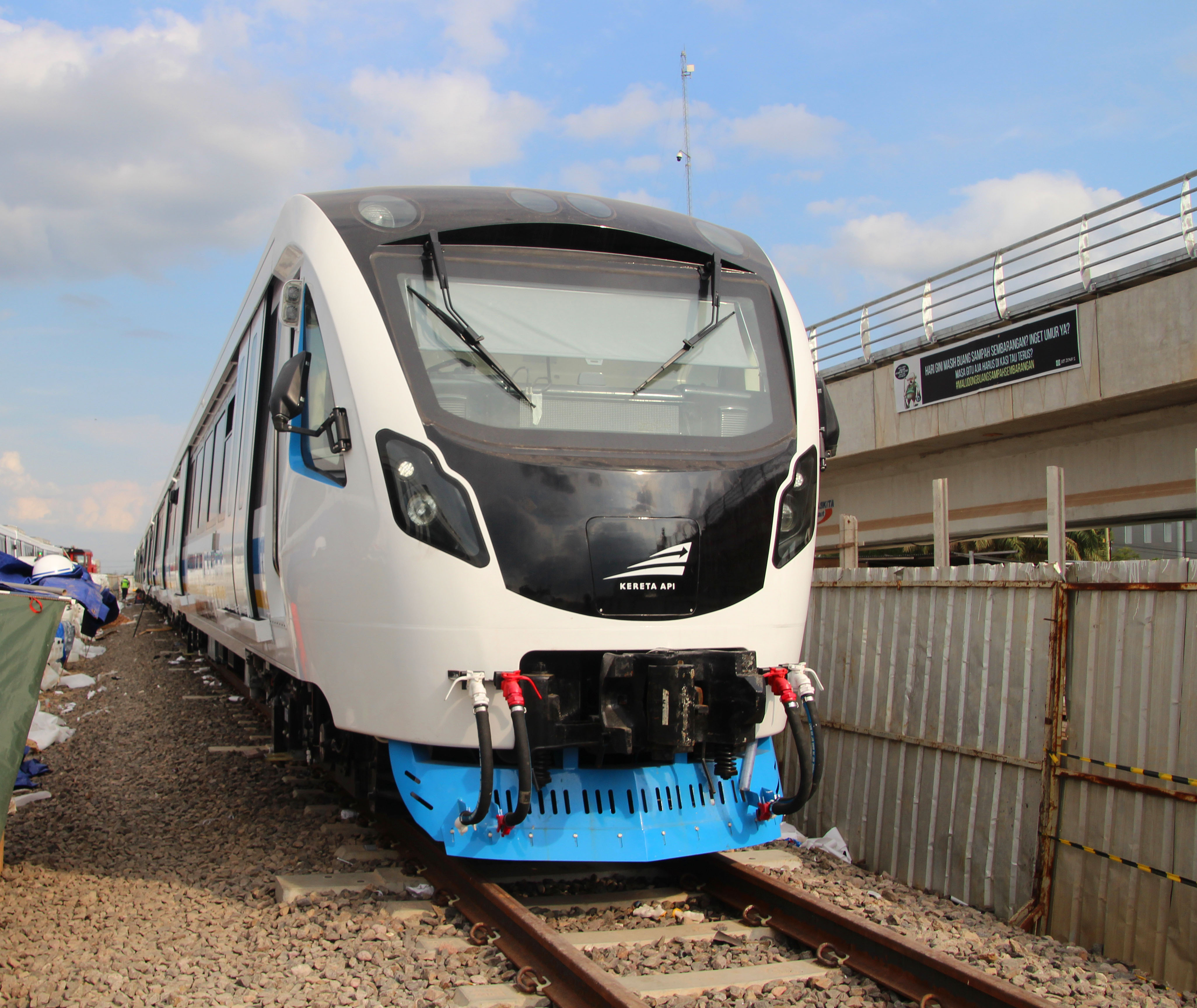
Matériel roulant du métro de Palembang construit par PT INKA